# NGC 6360
NGC 6360 (другое обозначение — ESO 454-**20) — группа звёзд в созвездии Змееносец.
Этот объект входит в число перечисленных в оригинальной редакции «Нового общего каталога».